# STEAL
STEAL（スティール）は、日本の音楽ユニット。

## メンバー
出身地は2人とも広島県。
- 須藤真 - 作詞・作曲・編曲、キーボード/シンセサイザー演奏、プログラミング、ミキシング。Fairwind Records代表。2006年小室哲哉主催オーディションに合格。
- 砂原雄樹 - 作詞・作曲・編曲、ギター/ベース演奏、プログラミング（2007年加入）。ギターコンテスト「GITマスターズ2006」入賞。ギターワークス講師。

### 元メンバー
- Mizuho - ヴォーカル（2009年脱退）

## 概要
2001年にMakoto（現・須藤真）とMizuhoの2人によるデュオユニットとして結成。2005年から2006年にかけての活動休止期間を経て、2007年よりYuki（現・砂原雄樹）を加えて3人組ユニットとなる。2009年にMizuhoの脱退によりソロ活動に移行。2010年よりクリエイターズユニットとして活動を再開し、広島のローカルアイドルユニットMMJのサウンドプロデュースに携わる。2011年にはMMJサブリーダー渕上里奈のソロデビューマキシシングル「D.I.C.E.」のプロデュースを担当。

## ディスコグラフィー

### アルバム
|                          | リリース 日              | タイトル                 | 販売形態                      | レコードNo:              |
| Fairwind Recordsレーベル | Fairwind Recordsレーベル | Fairwind Recordsレーベル | Fairwind Recordsレーベル      | Fairwind Recordsレーベル |
| ------------------------ | ------------------------ | ------------------------ | ----------------------------- | ------------------------ |
| 1                        | 2007年12月3日            | Found our ways           | 配信（iTunes Store） アルバム |                          |
| 2                        | 2009年2月2日             | THE NEXT LIGHT           | 配信（iTunes Store） アルバム |                          |